# Colleferro
Colleferro est une commune italienne d'environ 21 200 habitants, située dans la ville métropolitaine de Rome Capitale, dans la région du Latium, dans le centre de l'Italie.

## Géographie

### Hameaux
Outre le centre urbain de Colleferro, la commune couvre les frazioni de Colleferro Scalo et Quarto Chilometro.

### Communes limitrophes
Les communes limitrophes sont Artena, Genazzano, Paliano, Rocca Massima, Segni et Valmontone.

## Histoire
Colleferro commence à se développer assez récemment, dès 1912, avec la conversion d'une sucrerie alors désaffectée depuis des années (Société Valsacco) en usine de production d'explosifs. Le premier groupe de maisons n'est pas situé à l'endroit où se trouve aujourd'hui le centre-ville, mais près de la station de chemin de fer Segni-Paliano, appelée Colleferro-Segni-Paliano après la naissance de la ville de Colleferro : un premier groupe de maisons (comprenant notamment l'église Saint-Joachim) est construit sur le territoire de Valmontone (connu en tant que Segni Scalo). 
L'ingénieur Leopoldo Parodi Delfino (ancien sénateur et le fils du fondateur de la Banque nationale, alors Banque d'Italie) et le sénateur Giovanni Bombrini fondent l'usine d'explosifs B.P.D. (Bombrini Parodi Delfino), ainsi qu'un nouveau groupe de maisons nommé village BPD, dans lequel s'installent avec leurs familles de nombreux ouvriers provenant des diverses régions de l'Italie. Dans la localité se trouve alors également la cimenterie Calce e cementi Segni (achetée plus tard par Italcementi), qui transporte et transforme au fond de la vallée les matériaux extraits de la ville voisine de Segni afin de produire du ciment pour la construction.
Colleferro, dont le territoire relève à l'origine des communes de Valmontone (Scalo), de Rome (où se trouve l'actuel chef-lieu de la commune) et de Genazzano (parcelles rurales aux alentours de la Via Palianese), poursuit son développement pendant les années 1920 et 1930, jusqu'à devenir une commune indépendante en 1935.
Plus tard, la ville de Colleferro se voit adjoindre des portions limitées du territoire des communes voisines de Segni et Paliano. Durant la Seconde Guerre mondiale, Colleferro est bombardée à plusieurs reprises dans le but de détruire l'usine d'explosifs. Les habitants trouvent refuge dans une série de cavernes et de tunnels construits sous le village BPD et connus sous le nom de « refuges ».

## Économie
La ville abrite une cimenterie du groupe Italcementi.

## Administration
| Période          | Période          | Identité                    | Étiquette   | Qualité            |
| ---------------- | ---------------- | --------------------------- | ----------- | ------------------ |
| 31 mai 2006      | 16 décembre 2014 | Mario Cacciotti             | FI puis PdL |                    |
| 18 décembre 2014 | 14 juin 2015     | Alessandra de Notaristefani | Aucune      | Commissaire-préfet |
| 15 juin 2015     | En cours         | Pierluigi Sanna             | LC          |                    |

## Sport
Le club de football local, le Colleferro Calcio, fondé en 1937, sous le nom  Gruppo Aziendale BPD Colleferro, a remporté le titre national du championnat de Serie D en 1955.